# Modugno Volley
Il Modugno Volley è una società pallavolistica maschile di Modugno.

## Storia della società
Fondata nel 1995, esordì in Serie B2 nel 2001, conquistando un'immediata promozione nella categoria superiore. Raggiunse nel 2006 la promozione in Serie A2 tuttavia per l'inadeguatezza del palasport cittadino agli standard imposti dalla FIPAV, il Modugno Volley si fuse dunque (mantenendo i colori sociali bianco e blu) con il Club Atletico di Noicattaro, e lì disputò, nell'impianto PalaPertini, il campionato 2006-07, nel quale fu allenato prima da Vincenzo Mastrangelo e poi da Massimo Dagioni, e che si concluse con la retrocessione.
Nel 2007, travolto da problemi economici, rinunciò all'iscrizione in Serie B1 per iscriversi al campionato di Serie C.
Nella stagione sportiva 2008-2009 la compagine modugnese, sotto la guida di Claudio Loiacono e Davide Signorile, si posizionò al sesto posto in classifica alle spalle di Altamura, Trivianum, Fides, Palo e Lynx. Per quella stagione agonistica ambedue i gironi del campionato pallavolistico pugliese di serie C furono sorteggiati per non godere della possibilità di disputare i play-off, ragion per cui uniche due squadre promosse nel campionato nazionale di B2 furono la Murgia Sport Altamura (gir.A) ed il Volley Alessano (gir.B) prime classificate.
Giunta alla stagione sportiva 2009-2010 l'A.S.D. Modugno Volley di mister Loiacono si trova a dover affrontare un campionato alquanto ostico a causa di due fattori principali, da un canto la nuova norma federale riguardante il numero massimo di "over" presenti in ogni squadra, che fa scendere parecchi forti giocatori dalla serie B per partecipare ai campionati regionali, dall'altro la possibilità di accedere ai play-off fino alla quinta classificata, il che spinge numerose compagini a rinforzarsi e a spendere notevolmente di più rispetto alla passata stagione. La pre-season è carica di aspettative dovute in parte all'ingaggio di nuovi volti d'esperienza tra i quali gli over Matteo Colucci e Daniele Biasco, rispettivamente martello e opposto provenienti dalla B2 a Noicattaro, Gianni Lagioia, libero dai trascorsi in B1 che si dimostrerà per tutta la durata della stagione vero e proprio cuore pulsante e trascinatore del reparto difensivo (e non solo) della squadra; ricordiamo anche Marco Loiodice, un giovane centrale proveniente dall serie C a Giovinazzo. La squadra chiude l'ultima giornata in ottava posizione in classifica che non varrà un'automatica salvezza, bensì protrarrà l'attività in uno scontro diretto valevole la salvezza, al meglio delle tre gare, contro il Volley San Vito (San Vito dei Normanni BR), squadra terz'ultima classificata nel gir.B. Sarà una sfida tutt'altro che scontata in cui il San Vito venderà cara la pelle, prima perdendo in casa gara 1 per 2-3 riuscendo però a protrarre l'incontro fino al 14-16 e poi in gara 2 a Modugno subendo una sconfitta per 3-0 con parziali tutt'altro che disonorevoli e conclamando finalmente un'agognata salvezza per i giocatori del barese. Da sottolineare come la Modugno Volley sarà l'unica squadra del gir.A ad essere uscita sorridente dalla post-season poiché sia le squadre impegnate nei play-out che nei play-off verranno eliminate al primo turno dalle avversarie Leccesi e Brindisine.